# Leupoldsgrün
Leupoldsgrün é um município da Alemanha, no distrito de Hof, na região administrativa da Alta Francónia, estado de Baviera.

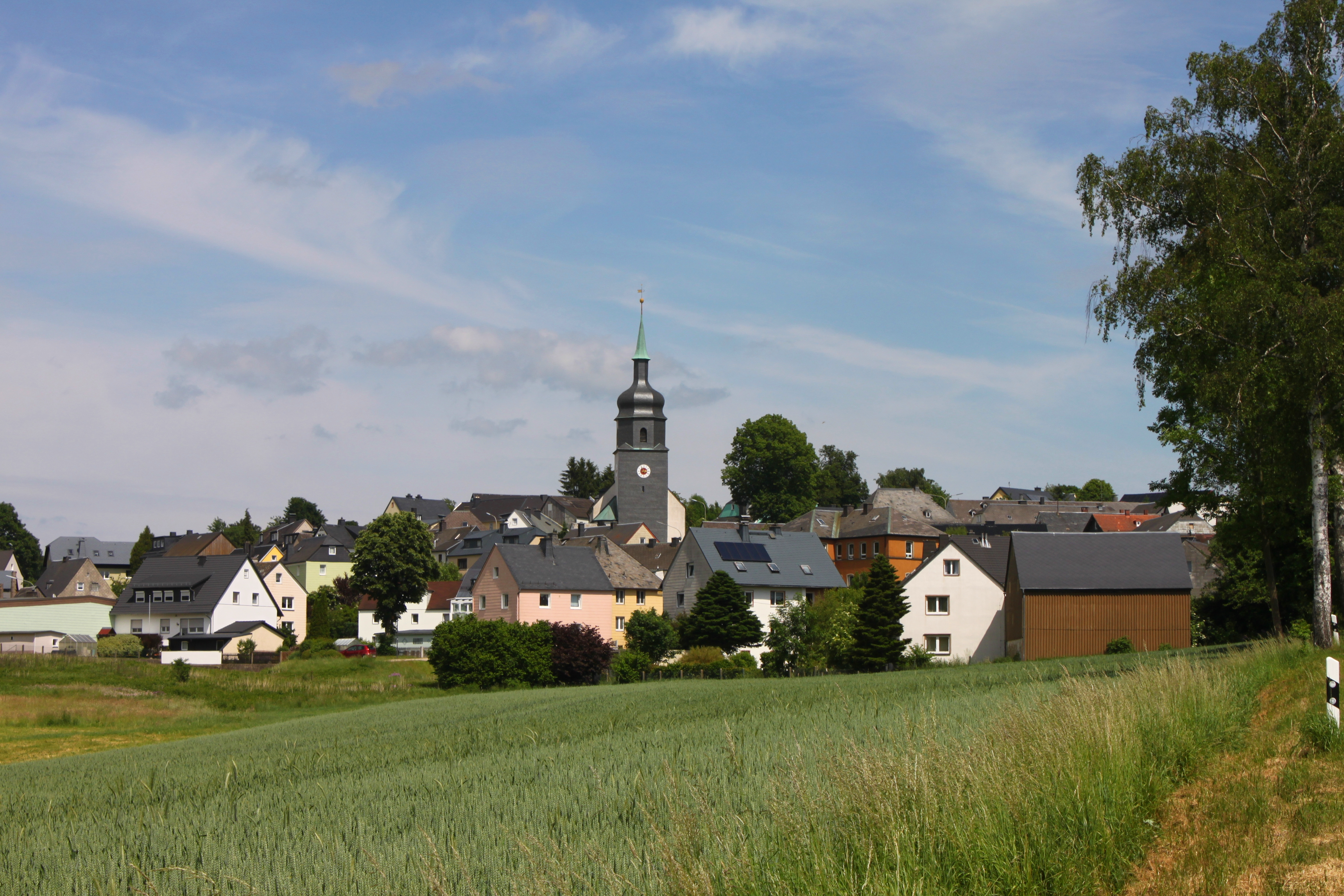
Leupoldsgrün from West